# Naselja Moravske Crkve
Naselja Moravske crkve je skupina povijesnih naselja koja je osnovala Moravska crkva, protestantska neovisna crkva, u 18. st. Četiri ova naselja su prepoznata kao UNESCO-va transnacionalna svjetska baština: Christiansfeld u Danskoj, Bethlehem u Sjedinjenim Državama, Gracehill u Sjevernoj Irskoj i Herrnhut u Njemačkoj jer svjedoče o viziji Moravske crkve, koja je bila pionir egalitarističke filozofije inspirirane konceptom „idealnog grada“ (jedinstven, koherentan urbani dizajn i demokratska organizacija naselja)

## Osobitosti
Prepoznatljive moravske građevine uključuju posebnu vrstu zgrade kongregacije (Gemeinhausa), pučkih kuća, crkve, zborova (zajednički stanovi za neoženjene muškarce, žene i udovice), obližnje groblje (en. God's Acre), kao i simetrični urbani raspored. Svako naselje ima svoj arhitektonski karakter temeljen na izvornom „herrnhutskom baroknom stilu” moravske crkve, ali prilagođen lokalnim uvjetima.
Urbanističko planiranje naselja slijedilo je barokne principe i obično je bilo raspoređeno u jednostavnoj, simetričnoj mreži s dvije glavne ulice oko središnjeg trga (Herrnhut i Gracehill) ili duž glavne ulice (Betlehem). Zgrade su bile skladno raspoređene kako bi odražavale moravski ideal zajedništva.
Danas je u svakom sastavnom dijelu prisutna aktivna kongregacija čiji nastavak tradicija tvori živu moravsku baštinu.

## Popis lokaliteta
| Serijski ID Broj | Slika | Ime                      | Zemlja   | Koordinate                                    | Veličina (ha) | Veličina oko zaštićenog područja (ha) | Odlike |
| ---------------- | ----- | ------------------------ | -------- | --------------------------------------------- | ------------- | ------------------------------------- | --- |
| 1468bis-001      |       | Christiansfeld           | Danska   | 55°21′20″N 9°28′53″E / 55.35556°N 9.48139°E   | 21,2          | 405,8                                 | Većina Christiansfelda je izgrađena od 1773. – 1800. god. Građevine su organizirane oko središnjeg crkvenog trga, te su homogene i bez ukrasa, tek jednostavne dvokatnice ili trokatnice od žute opeke i prekrivene crvenim crijepovima. Trg je avenijom povezan s poljoprivrednim zemljištem, te uključuje brojne društvene zgrade kao što su velike zgrade za zajednički život gradskih udovica i neoženjenih žena, ali i muškaraca. |
| 1468bis-002      |       | Herrnhut                 | Njemačka | 51°00′56″N 14°44′39″E / 51.01556°N 14.74417°E | 45,6          | 185,08                                | Herrnhut je „matično naselje” Moravske crkve, osnovan je 1722. godine i razvio se u središte pokreta. Naselje obuhvaća povijesnu gradsku jezgru, groblje Gottesacker i imanje Berthelsdorf. Mnoge povijesne zgrade i danas koristi Moravska crkva. |
| 1468bis-003      |       | Bethlehem (Pennsylvania) | SAD      | 40°37′09″N 75°22′51″W / 40.61917°N 75.38083°W | 3,96          | 60,88                                 | Bethlehem, osnovan 1741. godine, bio je prva stalna moravska kolonija u Sjevernoj Americi. Naselje uključuje nekoliko značajnih zgrada duž ulice West Church, crkveno dvorište i povijesnu industrijsku četvrt u dolini Monocacy Creek. Bethlehem je i danas aktivna moravska kongregacija, s nekoliko crkvenih kongregacija i obrazovnih institucija.                                                                                 |
| 1468bis-004      |       | Gracehill                | UK       | 54°51′13″N 6°19′37″W / 54.85361°N 6.32694°W   | 9,1           | 95,9                                  | Gracehill je osnovan 1759. godine i odlikuje ga strogo simetričan tlocrt, odvojen po spolu i klasi. Naselje uključuje središnji trg sa zgradama s tri strane, uključujući crkvu, Kuću upravitelja i Župni dom. Gracehill je dom aktivne moravske kongregacije. |